# La storia di una monaca
La storia di una monaca (The Nun's Story) è un film del 1959 diretto da Fred Zinnemann. È tratto dal romanzo Storia di una suora di Kathryn Hulme ispirato alla vera storia di Marie Louise Habets, ex suora di carità di Gesù e Maria.

## Trama
Belgio, anni '30. La giovane Gabrielle van der Mal, figlia di un noto chirurgo, lascia il fidanzato e la sua casa – nonostante i dubbi che il padre cerca di insinuarle – per abbracciare la vita religiosa con l'intenzione di diventare una suora infermiera per recarsi in una missione in Congo.
Preso il nome di suor Lucia, fin da subito Gabrielle entra in conflitto con la sua forte personalità, quasi ribelle, e il desiderio di abbracciare in pieno la regola per diventare una suora perfetta: dopo un primo periodo di ambientamento frequenta la scuola di medicina tropicale di Anversa, dove si distingue per la sua eccellente attitudine allo studio della medicina, fortemente influenzata dalla sua ammirazione per il padre.
Il suo desiderio di primeggiare però viene visto come una manifestazione d'orgoglio dalla madre superiora del convento presso il quale suor Lucia risiede durante il corso, terminato il quale consegue il diploma classificandosi fra le prime e dimostrando così, a detta della superiora, una totale immaturità e incapacità di esercitare l’umiltà. Su decisione della stessa superiora suor Lucia viene pertanto assegnata al servizio infermieristico presso un ospedale psichiatrico, con sua amarezza e delusione.
Anche in questa nuova esperienza la protagonista lotta continuamente fra ciò che il cuore o l'istinto le dettano e la freddezza ed oggettività delle regole, correndo perfino il rischio di essere gravemente ferita da una paziente psichiatrica che riesce a farle aprire la porta della propria cella con l'inganno.
Solo dopo tre anni, dopo aver preso i voti perpetui, suor Lucia viene finalmente inviata in Congo. La felicità d'aver finalmente raggiunto la tanto sospirata funzione di suora missionaria viene però spenta dall'essere destinata all'ospedale dei civili europei in missione e, quindi, lontana dai nativi africani che da così lungo tempo desiderava assistere. Diventa l'assistente in sala operatoria dove lavora il chirurgo Fortunati, uomo estremamente rude e diretto, che più di una volta la mette in difficoltà e le fa notare la profonda incoerenza della sua vocazione.
Anche nell'ospedale della missione suor Lucia cerca in tutti i modi di eccellere, introducendo innovazioni che – seppur di riconosciuta utilità – mettono in imbarazzo la superiora locale che non ne è informata. Tuttavia la protagonista riesce a conquistarsi la benevolenza di tutti, spingendo addirittura alla conversione un africano che sembrava irremovibile dalla sua religione animista locale.
Suor Lucia si ammala di tubercolosi e intuisce che questa possa essere (come sarà) la fine della sua esperienza in Africa. Ad avvenuta guarigione, le viene affidato il compito di accompagnare un paziente grave in Europa, dove viene accolta benevolmente dalla superiora della Casa Madre, che la conosce bene e ricorda tutte le sue tribolazioni interiori.
L'imminenza della seconda guerra mondiale fa sì che la sua domanda di tornare alla missione in Africa venga respinta, inoltre ai tempi era uso che le suore che erano state a lungo in missione restassero per un lungo periodo di tempo in convento per "purificarsi" e riprendere l'abitudine a una vita strettamente monastica e quasi ascetica. Successivamente viene inviata in un ospedale vicino al confine con l'Olanda. Con l'invasione del Belgio da parte della Germania suor Lucia si trova a coprire un'infermiera civile che collabora con la resistenza; questo genera in lei un ennesimo conflitto, che sfocia nella decisione finale di abbandonare l'ordine e i voti dopo aver appreso della morte del padre, ucciso dai tedeschi mentre curava i profughi.
La sequenza finale vede Gabrielle, pensierosa ma decisa, riprendere i panni civili e avviarsi verso la porta d'uscita del convento che la renintroduce nel mondo secolare, dopo aver finalmente realizzato che la sua vera vocazione è fare l'infermiera, aiutare i malati e il prossimo e non obbedire a regole imposte da un ordine monacale.

## Riconoscimenti
- 1960 – Premio Oscar

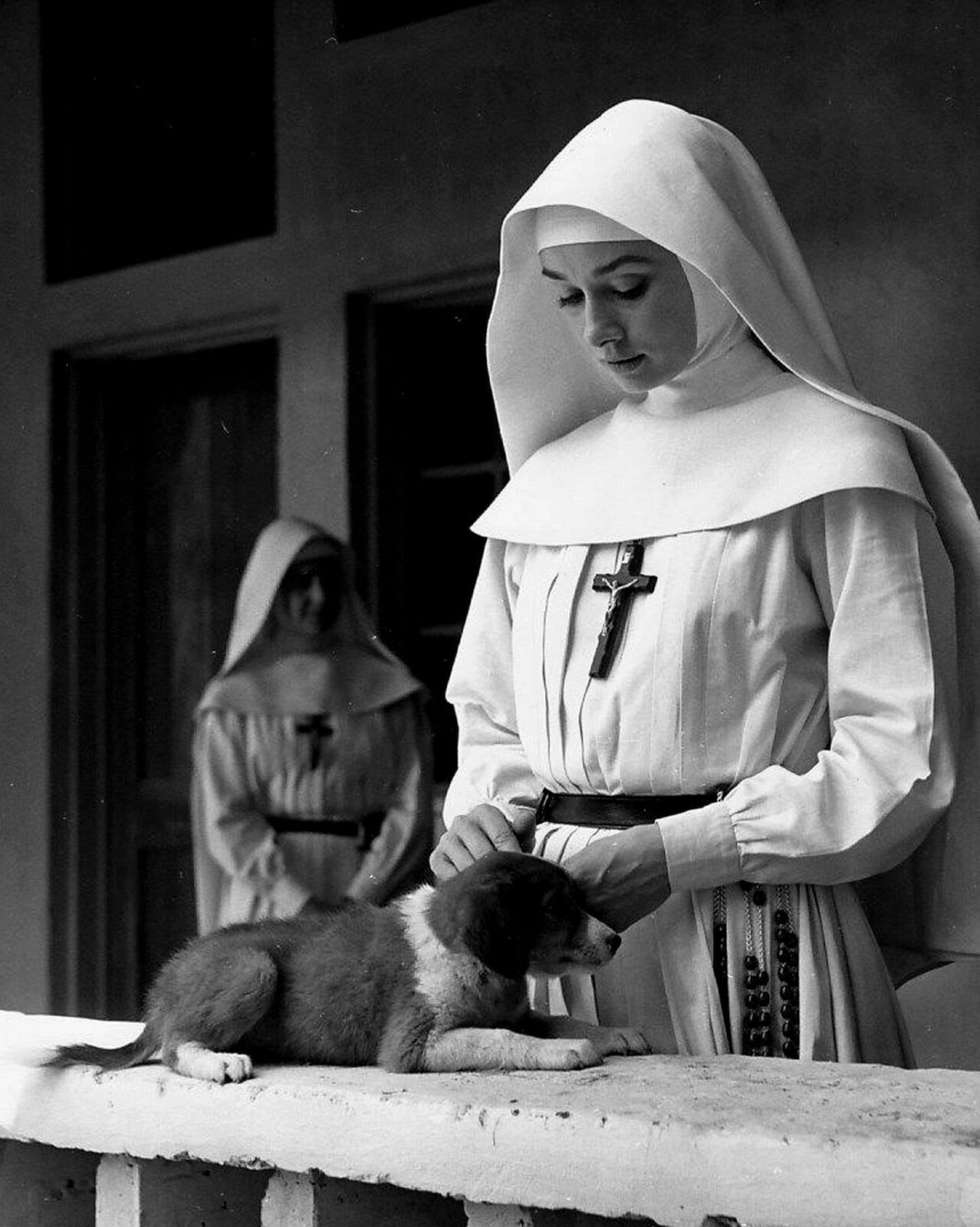
Audrey Hepburn in una foto promozionale del film

  - Candidatura al miglior film a Henry Blanke
  - Candidatura al miglior regista a Fred Zinnemann
  - Candidatura alla miglior attrice protagonista a Audrey Hepburn
  - Candidatura alla miglior sceneggiatura non originale a Robert Anderson
  - Candidatura alla migliore fotografia a colori a Franz Planer
  - Candidatura alla migliore colonna sonora a Franz Waxman
  - Candidatura al miglior montaggio a Walter Thompson
  - Candidatura al miglior sonoro a George Groves
- 1960 – Golden Globe
  - Golden Globe Speciale
  - Candidatura al miglior film drammatico
  - Candidatura alla migliore regia a Fred Zinnemann
  - Candidatura alla migliore attrice in un film drammatico a Audrey Hepburn
  - Candidatura alla Migliore attrice non protagonista a Edith Evans
  - Candidatura al miglior film promotore di Amicizia Internazionale
- 1960 – British Academy Film Award
  - Migliore attrice britannica a Audrey Hepburn
  - Candidatura al miglior film internazionale a Fred Zinnemann
  - Candidatura al migliore attore britannico a Peter Finch
  - Candidatura alla migliore attrice britannica a Peggy Ashcroft
  - Candidatura al Premio UN a Fred Zinnemann
- 1960 – David di Donatello
  - Miglior attrice straniera a Audrey Hepburn
- 1959 – Festival internazionale del cinema di San Sebastián
  - Concha de Oro a Fred Zinnemann
- 1959 – National Board of Review Awards
  - Miglior film
  - Miglior regista a Fred Zinnemann
  - Miglior attrice non protagonista a Edith Evans
- 1959 – New York Film Critics Circle Awards
  - Miglior regista a Fred Zinnemann
  - Miglior attrice protagonista a Audrey Hepburn

## Curiosità
Nel film lavorò come aiuto regista anche Sergio Leone.